# IFPI香港唱片銷量大獎頒獎禮2010
IFPI香港唱片銷量大獎頒獎禮2010是於2011年3月25日在香港會議及展覽中心舉辦，並於2011年4月9日在無線電視翡翠台晚上九時半播出。獎項由國際唱片業協會（香港會）（簡稱「香港IFPI」）主辦，獎勵前一年最暢銷的音樂作品以及有突出成就的藝人。IFPI香港唱片銷量大獎頒獎典禮是由核數師計算香港地區2010年的唱片銷量，後頒發獎項予最高銷量的唱片。唯四大唱片已退出香港IFPI，故未能得到任何獎項。
鄭秀文在本屆獲得6項大獎，成為當晚獲獎最多的藝人。而林峯獲得4項大獎，成為當晚獲獎第二最多的藝人。

## 得獎名單

### 十大銷量廣東唱片
- 《Faith 信》 ——鄭秀文
- 《MySecret》 ——G.E.M.
- 《Los Angeles》 ——JW
- 《人人彈起》 ——Twins
- 《時代》 ——古巨基
- 《Come 2 Me》 ——林峯
- 《Joey Ten 2010》 ——容祖兒
- 《忘不了的 Unforgettable》 ——劉德華
- 《Love Diaries》 ——衛蘭
- 《Wish》 ——衛蘭

### 十大銷量國語唱片
- 《無名.詩》 ——何韻詩
- 《太天真》 ——光良
- 《i,魚,光,鏡》 ——周筆暢
- 《相反的我》 ——張芸京
- 《四度空間》 ——棒棒堂 Lollipop-F
- 《美好歲月》 ——黃韻玲
- 《AS A SA》 ——蔡卓妍
- 《信者得愛》 ——鄭秀文
- 《倫敦的愛情》 ——藍又時
- 《羅生門-舞法舞天》 ——羅志祥

### 全年最高銷量本地現場錄製音像出品
- 《Love Mi Live》 ——鄭秀文

### 最暢銷本地現場錄製音像出品
- 《Come 2 Me Beauty Live on Stage》 ——林峯
- 《The Big Four Live Concert》 ——Big Four
- 《金曲娛樂真經典演唱會》 ——Various Artists
- 《Ladies & Gentlemen》 ——楊千嬅

### 最暢銷日、韓語唱片
- 《Another World》 ——w-inds.
- 《試音王 2010》 ——Various Artists
- 《Le Couple Best》 ——藤田惠美

### 最暢銷音樂, 電影電視原聲及精選唱片
- 《英皇福音專輯-天愛》 ——Various Artists
- 《好歌 101》 ——Various Artists
- 《霎時感動．音樂共鳴》 ——Various Artists
- 《愛‧鋼琴 LOVE Piano 101》 ——Various Artists
- 《The Best Song of Anthony Lun》 ——倫永亮

### 十大銷量本地歌手
- 鄭秀文
- Twins
- JW
- Big Four
- 何韻詩
- 林峯
- 容祖兒
- 楊千嬅
- 劉德華
- 衛蘭

### 最暢銷本地男新人
- 海鳴威
- 鄭家維

### 最暢銷本地女新人
- JW
- 朱紫嬈
- 吳若希

### 最高銷量廣東唱片
- 《Faith 信》 ——鄭秀文

### 最高銷量國語唱片
- 《無名．詩》 ——何韻詩

### 全年最高銷量本地男歌手
- 林峯

### 全年最高銷量本地女歌手
- 鄭秀文